# Abdullah al-Ahmar

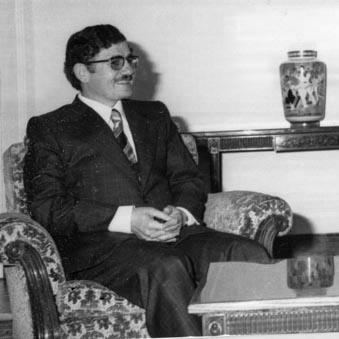
Abdullah al-Ahmar in Rumänien (1978)

Abdullah al-Ahmar (arabisch عبدالله الأحمر, DMG ʿAbdullāh al-Aḥmar; * 6. Juni 1936 in At-Tall) ist ein syrischer Politiker und Mitglied der Baath-Partei. In dieser ist er der stellvertretende Generalsekretär des Nationalen Kommandos.                                                                                                                                                               

## Karriere
Der in Al-Tall geborene Ahmar trat in den 1950er Jahren der Baath-Partei bei und machte 1964 seinen Abschluss an der juristischen Fakultät der Universität von Damaskus. Bald darauf wurde er zum Gouverneur von Hama (1967–1969) und dann von Idlib (1969–1970) ernannt. 1970 wählte ihn die regionale Baath-Konferenz zusammen mit Hafiz al-Assad in das syrische Regionalkommando, nachdem ein parteiinterner Putsch die Fraktion von Salah Dschadid von der Macht vertrieben hatte. Einige Monate später hielt Assads Fraktion eine Sitzung ab und ernannte ein neues Nationalkommando, das Assad zum Generalsekretär und Ahmar zu seinem Stellvertreter wählte. Dieses Nationalkommando konkurriert mit einem anderen, das im Irak ansässig war, darum, das einzig legitime Nationalkommando zu sein. 1980 wurde Ahmar zusammen mit Assad in denselben Positionen wiedergewählt, die sie seit 1971 innehatten. Seit dem Tod von Assad im Jahr 2000 ist Ahmar das ranghöchste Baaath-Mitglied in Syrien, während Baschar al-Assad Generalsekretär des syrischen Regionalkommandos ist. Am 25. Juli 2013 war Abdullah al-Ahmar der Leiter einer Delegation der Baath-Partei, die Nordkorea besuchte.